# マイク・マッコーネル
ジョン・マイケル・"マイク"・マッコーネル（英語: John Michael "Mike" McConnell、1943年7月23日 - ）は、アメリカ合衆国の政治家、海軍軍人。最終階級は海軍中将。
1992年から1996年までアメリカ国家安全保障局の長官を務め、2007年から2009年までアメリカ合衆国国家情報長官を務めた。